# Pinheiros (Lavrinhas)
Pinheiros é um distrito do município brasileiro de Lavrinhas, que integra a Região Metropolitana do Vale do Paraíba e Litoral Norte, no interior do estado de São Paulo. Já foi sede de município entre os anos de 1881 e 1934, e entre os anos de 1937 e 1944. O distrito é formado pela vila de Pinheiros (sede) e pelo bairro Capela do Jacu (área urbana isolada).

## História

### Origem

#### Pinheiros
A sede do distrito teve origem na povoação de São Francisco de Paula dos Pinheiros, fundada por Manoel Novaes da Cruz e Honório Fidélis do Espírito Santo em 1828. O povoado ganhou expressão pela passagem de uma estrada de tropeiros, que vindos de Minas Gerais, desciam a Serra da Mantiqueira para chegar ao Vale do Paraíba.

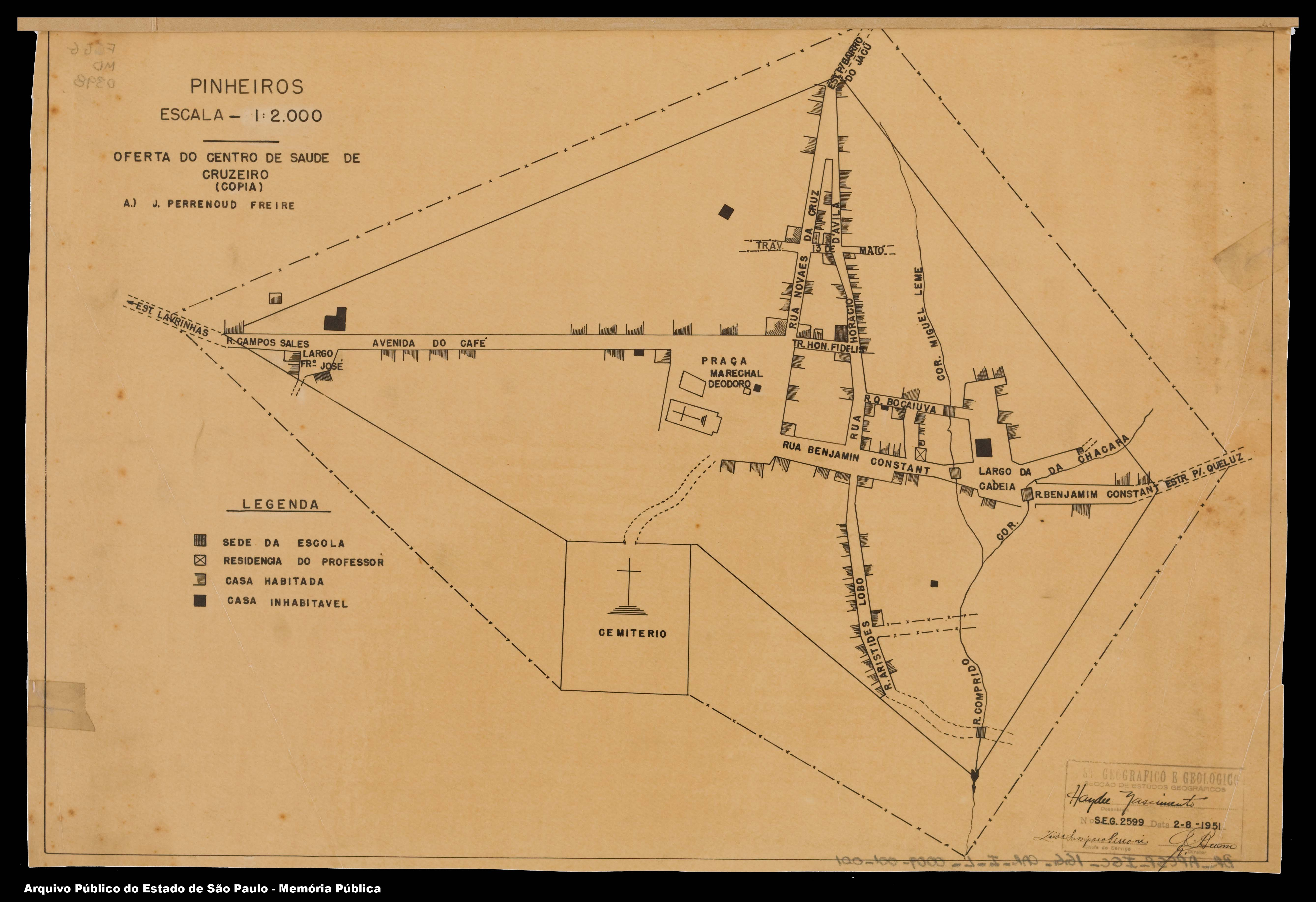
Planta da área urbana original.

#### Capela do Jacu
O povoado de Capela do Jacu se desenvolveu ao redor da Capela de Barra Mansa do Jacu, fundada no século XIX no município de Queluz.

### Formação administrativa
- Lei nº 32 de 13/03/1846 - cria a freguesia de São Francisco de Paula dos Pinheiros no município de Queluz[5].
- Lei nº 87 de 27/06/1881 - cria o município de São Francisco de Paula dos Pinheiros[6].
- Lei nº 1.021 de 06/11/1906 - altera o nome do município para Pinheiros[7].
- Lei nº 1.592 de 28/12/1917 - cria o distrito de Lavrinhas no município de Pinheiros[8].
- Decreto nº 6.448 de 21/05/1934 - extingue o município de Pinheiros, sendo incorporado ao município de Queluz[9].
- Lei nº 3.041 de 04/09/1937 - restabelece o município de Pinheiros[10].
- Decreto-Lei n° 14.334 de 30/11/1944 - extingue novamente o município de Pinheiros, sendo incorporado ao novo município de Lavrinhas, que foi criado com parte do extinto município[11].
- Decreto nº 17.510 de 25/08/1947 - cria, no distrito de Lavrinhas, no município do mesmo nome, a 2.ª (segunda) Subdelegacia de Polícia, com sede na localidade conhecida por Pinheiros[12].
- Lei n° 233 de 24/12/1948 - cria novamente o distrito, com o povoado do mesmo nome e terras do distrito sede de Lavrinhas[13][14].

## Geografia

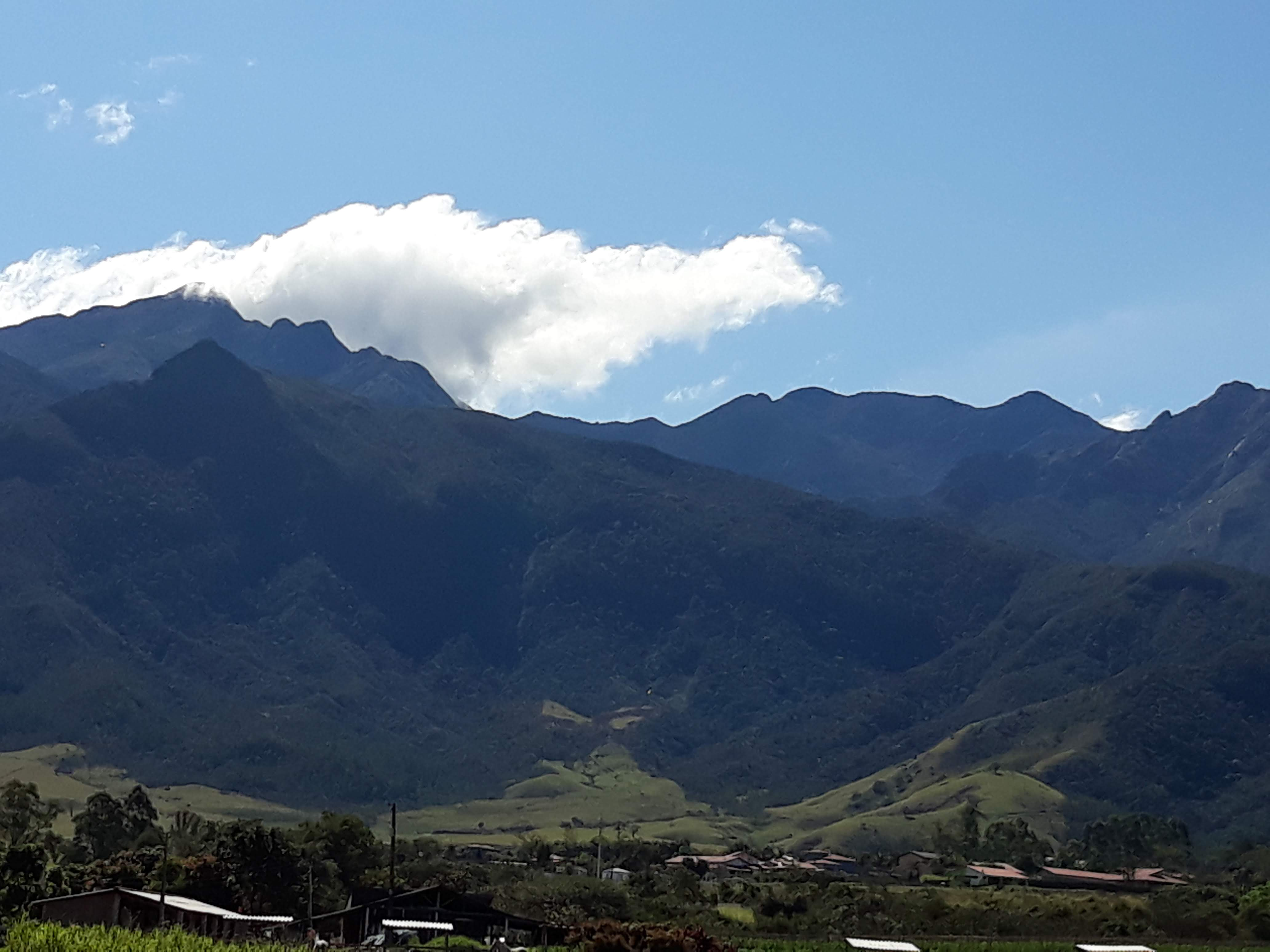
Serra Fina vista de Capela do Jacu.

### Demografia

#### População urbana (Pinheiros)
| Crescimento população urbana | Crescimento população urbana | Crescimento população urbana | Crescimento população urbana |
| Censo                        | Pop.                         |                              | %±                           |
| ---------------------------- | ---------------------------- | ---------------------------- | ---------------------------- |
| 1934                         | 421                          |                              |                              |
| 1940                         | 316                          |                              | −24,9%                       |
| 1950                         | 295                          |                              | −6,6%                        |
| 1960                         | 408                          |                              | 38,3%                        |
| 1970                         | 430                          |                              | 5,4%                         |
| 1980                         | 574                          |                              | 33,5%                        |
| 1991                         | 656                          |                              | 14,3%                        |
| 2000                         | 793                          |                              | 20,9%                        |
| 2010                         | 701                          |                              | −11,6%                       |
| Fonte: IBGE e Fundação SEADE |                              |                              |                              |

#### População urbana (Capela do Jacu)
| Crescimento população urbana | Crescimento população urbana | Crescimento população urbana | Crescimento população urbana |
| Censo                        | Pop.                         |                              | %±                           |
| ---------------------------- | ---------------------------- | ---------------------------- | ---------------------------- |
| 1991                         | 561                          |                              | —                            |
| 2000                         | 813                          |                              | 44,9%                        |
| 2010                         | 972                          |                              | 19,6%                        |
| Fonte: IBGE e Fundação SEADE |                              |                              |                              |

Pelo Censo 2010 (IBGE) a população urbana total do distrito era de 1 673 habitantes.

### População total
Pelo Censo 2010 (IBGE) a população total do distrito era de 2 034 habitantes.

### Área territorial
A área territorial do distrito é de 114,193 km².

### Rodovias
O principal acesso ao distrito é a Rodovia Deputado Nesralla Rubez (SP-58).

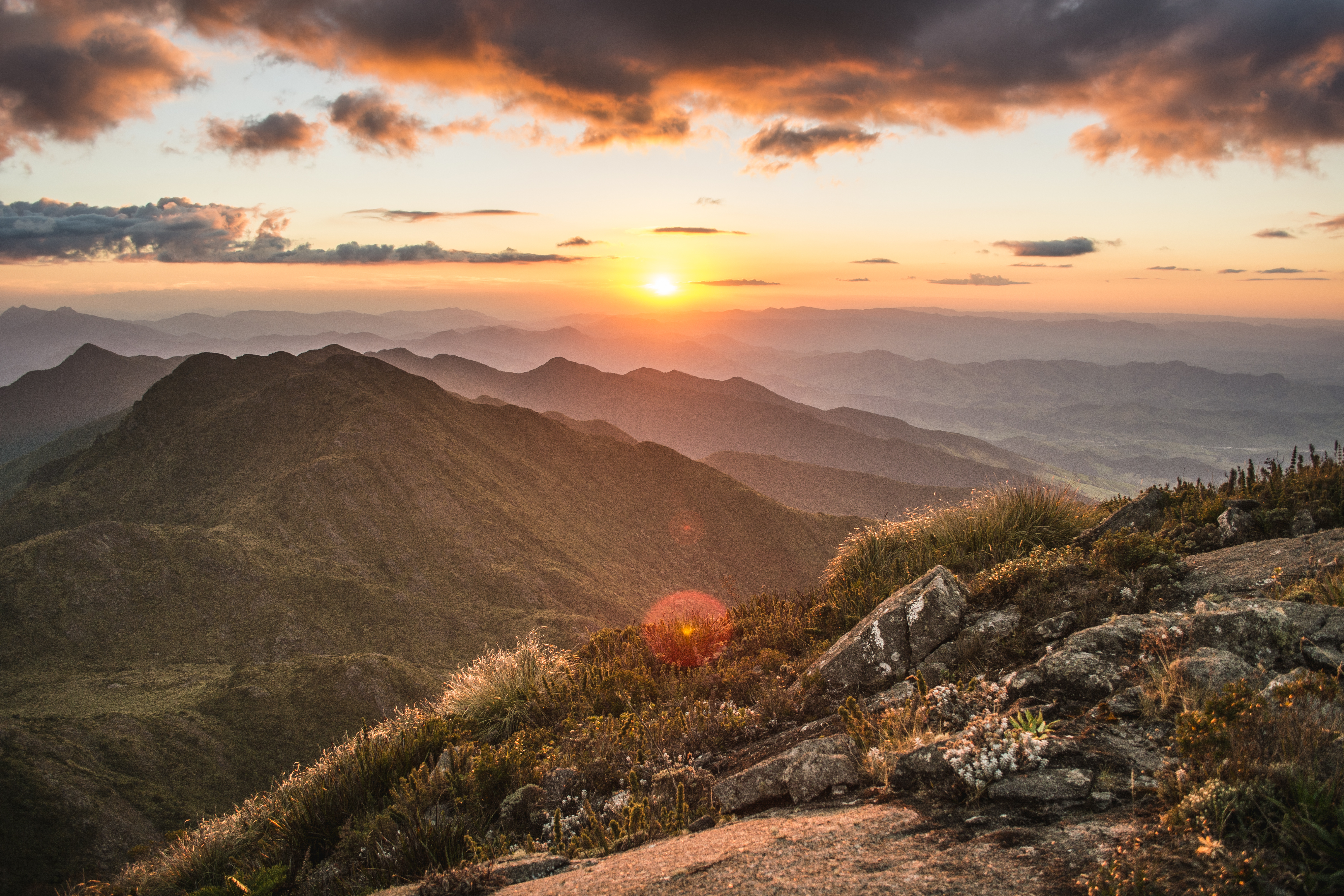
Pôr do sol na Pedra da Mina.

### Topografia
Localiza-se no distrito a Pedra da Mina, oficialmente a quarta montanha mais alta do Brasil, com 2798 metros de altitude. O cume é ainda o ponto mais alto da Serra da Mantiqueira e do estado de São Paulo.
Ela fica na Serra Fina, uma seção da Serra da Mantiqueira, na divisa entre os estados de Minas Gerais e São Paulo, e seu cume forma o ponto tríplice das divisas do municípios de Passa Quatro, Lavrinhas e Queluz.

## Serviços públicos

### Registro civil
Atualmente é feito na sede do município, pois o Cartório de Registro Civil das Pessoas Naturais do distrito foi extinto pela Resolução nº 1 de 29/12/1971 do Tribunal de Justiça do Estado de São Paulo e seu acervo foi recolhido ao cartório do distrito sede.

### Saneamento
O serviço de abastecimento de água é feito pela Companhia de Saneamento Básico do Estado de São Paulo (SABESP).

### Energia
A responsável pelo abastecimento de energia elétrica é a Neoenergia Elektro, antiga CESP.

### Telecomunicações
O distrito era atendido pela Telecomunicações de São Paulo (TELESP) através da central telefônica de Lavrinhas. Em 1998 esta empresa foi vendida para a Telefônica, que em 2012 adotou a marca Vivo para suas operações.

## Religião
O Cristianismo se faz presente no distrito da seguinte forma:

### Igreja Católica
- A igreja faz parte da Diocese de Lorena[27].

### Igrejas Evangélicas
- Congregação Cristã no Brasil - em Capela do Jacu[28].